# Фам Ван Кхоа
Фам Ван Кхоа (вьет. Phạm Văn Khoa; 15 марта 1914 года — 24 октября 1992 года) — вьетнамский кинорежиссёр, первый директор первой северовьетнамской киностудии. Народный артист Вьетнама (1984).

## Биография
Родился в 1914 году в уезде Виньбао города Хайфон.

### Карьера
С 1937 года работал в различных театральных коллективах, в том числе в труппе под руководством Тхе Лы.
С 1942 года — член Коммунистической партии Индокитая .
С 1953 года — директор созданного по указу Хо Ши Мина Национального предприятия по производству кино и фото продукции Вьетнама.
В 1954—1955 годах Фам Ван Кхоа помогал Роману Кармену в организации съёмок знаменитого художественно-документального фильма «Вьетнам».
С 1956 по 1959 годы — первый директор «Киностудии Вьетнама».
В 1958 году съёмками фильма «Апельсиновый сад» началась режиссёрская карьера Фам Ван Кхоа.
Известность получила снятая в 1960-е годы его кинотрилогия на тему войны: «Огонь на средней линии» (1961), «Пылающие джунгли» (1966) и «Пламя» (1968). Фильм «Огонь на средней линии» был представлен на II Московском кинофестивале 1961 года.
В 1970-е годы снимал комедийные фильмы.
В 1980-е годы, накануне своего 70-летия снял два своих знаменитых фильма, получивших международную известность: «Сестрёнка Зау» (1980) и «Деревня Вудай в те дни» (1982). Фильм «Сестрёнка Зау» был представлен на 4-м Кинофестивале трёх континентов в Нанте в 1982 г., а фильм «Деревня Вудай в те дни» был представлен на 6-м Международном кинофестивале на Гавайях (США) в 1986 г.

### Смерть
Фам Ван Кхоа умер в возрасте 77 лет в Ханое.

## Фильмография
| Год  |   | Русское название       | Оригинальное название    | Роль           |
| ---- | - | ---------------------- | ------------------------ | -------------- |
| 1960 | ф | Апельсиновый сад       | Vườn cam                 | режиссёр       |
| 1961 | ф | Огонь на средней линии | Lửa trung tuyến          | режиссёр       |
| 1966 | ф | Пылающие джунгли       | Lửa rừng                 | режиссёр       |
| 1968 | ф | Пламя                  | Lửa                      | режиссёр       |
| 1970 | ф |                        | Sau cơn bão              | режиссёр       |
| 1975 | ф |                        | Kén rể                   | режиссёр       |
| 1976 | ф |                        | Khôn dại                 | режиссёр       |
| 1980 | ф | Сестрёнка Зау          | Chị Dậu                  | автор сценария |
| 1982 | ф | Деревня Вудай в те дни | Làng Vũ Đại ngày ấy      | режиссёр       |
| 1983 | ф |                        | Sẽ đến một tình yêu      | режиссёр       |
| 1984 | ф |                        | Những chiến sĩ thầm lặng | режиссёр       |

## Награды
- Народный артист Вьетнама (1984)[13]
- Орден Независимости третьей степени (1985)[2][14]
- Государственная премия Вьетнама в области литературы и искусства (2007)[15]

## Семья
У Фам Ван Кхоа артистическая семья. Его жена Бить Тяу (1934—1988) была актрисой театра, его дочь Фам Нюе Зянг и его зять Нгуен Тхань Ван (сын кинорежиссёра Хай Ниня) тоже стали кинорежиссёрами.